# La Taquilla
La Taquilla fue un programa mexicano de radio de espectáculos transmitido de 1996 a 2023, primero en MVS Radio y luego en Radio Fórmula.

## Antecedentes
El origen de la emisión se da debido a la necesidad de René Franco por crear una emisión de espectáculos con un enfoque distinto al del resto de los programas; con humor e irreverencia. Siendo Sergio Zurita y Katia D’Artigues quienes acompañaron a Franco, el sábado 31 de agosto de 1996, bajo la producción de Javier Chagoyán, a través de FM Globo, ahora Exa FM 104.9.

## Salida al aire
El 2 de julio de 2008, René Franco, conductor y productor de la emisión, decidió poner fin a la relación laboral debido a las diferencias entre MVS Radio y Franco Comunicaciones luego de que no llegaron a un acuerdo económico, a pesar de que el programa era el más longevo en la estación radiofónica. La Taquilla reinició sus transmisiones en Radio Fórmula el lunes 8 de septiembre de 2008 a las 11:00 horas a través del 104.1 de FM, donde permaneció hasta su fin de transmisiones el 22 de diciembre de 2023.

## Cambios en el equipo
1. El primer equipo se conformó con René Franco, Sergio Zurita y Katia D’Artigues.
2. El segundo grupo estaban: René Franco, Sergio Zurita, Katia D’Artigues, Lupita Reyes y Daniel Bisogno.
3. El tercer equipo fueron: René Franco, Sergio Zurita, Lupita Reyes y Susana Moscatel.
4. El cuarto equipo: René Franco, Sergio Zurita, Lupita Reyes, Jorge Dorantes, Susana Moscatel y Josie Ramírez.
5. El quinto equipo fueron: René Franco, Sergio Zurita, Lupita Reyes, Jorge Dorantes e Hilda Isa Salas.
6. El sexto equipo fueron: René Franco, Sergio Zurita, Lupita Reyes, Horacio Villalobos e Hilda Isa Salas.
7. El séptimo equipo fueron: René Franco, Sergio Zurita, Hilda Isa Salas y Horacio Villalobos.
8. El octavo equipo fueron: René Franco, Densho Shinoda, Hilda Isa Salas y Horacio Villalobos.
9. El noveno equipo fueron: René Franco, Densho Shinoda, Hilda Isa Salas y Mauricio Clark.
10. El décimo equipo fueron: René Franco, Maca Carriedo, Hilda Isa Salas y Mauricio Clark.
11. El decimoprimer equipo fueron: René Franco, Maca Carriedo, ManuNNa, Hilda Isa Salas y Mauricio Clark.
12. El décimo segundo equipo fueron: René Franco, Maca Carriedo, ManuNNa y Hugo A. Maldonado.
13. El decimotercer equipo fueron: René Franco, Sandra Corcuera, Hugo A. Maldonado y Vicente Gutiérrez.
14. El decimocuarto equipo fueron: René Franco, Sandra Corcuera y Vicente Gutiérrez.
15. El decimoquinto equipo fueron: René Franco Vicente Gutiérrez y Edgar Castillo.
16. El décimo sexto equipo fueron: René Franco, Vicente Gutiérrez, Edgar Castillo y Carmen Gaebelt.
17. El décimoséptimo equipo fueron: René Franco, Vicente Gutiérrez, Edgar Castillo y Gabriella Morales-Casas.
18. El decimoctavo equipo fueron: René Franco, Edgar Castillo,  Gabriella Morales-Casas y Daniel Moad.
19. El decimonoveno equipo fueron: René Franco, Vicente Gutiérrez, Edgar Castillo y Christian Mitchel.

## Secciones
- Jueves Gato
- Viernes Gay
- Cinco Minutos de Fama

## Secciones Anteriores

### CHÉVERE
Una sección que parodiaba los programas de espectáculos de Miami con Checo Zurita, Lachito Villalobos y Chabela Salas.
- El Dr. VillaLove
- Orgía de Notas
- Gags
- Apodos para los radioescuchas